# Dimitrios Parashu
Dimitrios Parashu (* 1981) ist ein griechischer Rechtswissenschaftler. Seit Mai 2023 ist er Privatdozent an der juristischen Fakultät der Leibniz Universität Hannover sowie seit November 2023 Ehrenprofessor (Distinguished Visiting International Professor) der Symbiosis Law School Pune.

## Akademischer Werdegang
Nach Abschluss seines Studiums der Rechtswissenschaften an der Aristoteles-Universität Thessaloniki 2005 errang Parashu 2007 an der juristischen Fakultät der Leibniz Universität Hannover den Titel MLE (Magister Legum Europae) und wurde 2011 ebenda zum Dr. iur. promoviert. Im Mai 2023 erfolgte an derselben Fakultät seine Habilitation. Parashu ist Autor zahlreicher Publikationen.
Er ist unter anderem Mitglied des European Law Institute (ELI), der Societas Iuris Publici Europaei (SIPE) e. V. und der Gesellschaft für Rechtsvergleichung.

## Veröffentlichungen (Auswahl)
- (Herausgeberschaft:) The EU and the Matter of Concerted Acting / Die EU und die Frage einverständlichen Handelns / La UE et la question de l' action concertée. Nomos Verlag Baden-Baden, 1. Aufl. 2019, ISBN 978-3-8487-6413-6
- Der Ausbau der griechischen Verfassungsgerichtsbarkeit. Eine kritische Betrachtung zu Entwicklung und Entfaltungsmöglichkeiten im Rechtsvergleich. Logos Verlag Berlin, 2012, ISBN 978-3-8325-3106-5
- Die Weimarer Reichsverfassung und die Verfassung der II. Hellenischen Republik (1927) – Bioi Paralleloi? Logos Verlag Berlin, 2012, ISBN 978-3-8325-3257-4
- Ways to a real constitutional democracy: Some comparative thoughts regarding the Indonesian Constitution in its current form and the Grundgesetz of the Federal Republic of Germany in: Bernd H. Oppermann (ed.), International Legal Studies II by European Scholars of the ELPIS Network, Halle an der Saale (UVHW) 2013, pp. 107–115, ISBN 978-3-86977-066-6
- The Constitutional Status of the Monarchs in Malaysia, Cambodia and Thailand, Logos Verlag Berlin, 2014, ISBN 978-3-8325-3815-6
- Die EU und die Herausforderung der Migration: EU-Regionalpolitik als Lösungsansatz von Problemen? in: Zeitschrift 'Europarecht (EuR)', Heft 3/2019, S. 324–337, ISSN print: 0531-2485
- Kompendium zum Niedersächsischen Polizei- und Ordnungsbehördengesetz (NPOG), Kommunal- und Schulverlag (KSV Verwaltungspraxis) Wiesbaden, 2019, ISBN 978-3-8293-1503-6
- Der portugiesische Verfassungsgerichtshof (Tribunal Constitucional) in Theorie und Praxis, Nomos Verlag Baden-Baden 2020, ISBN 978-3-7489-2226-1